# Dekanat Szczepanów
Dekanat Szczepanów – dekanat wchodzący w skład diecezji tarnowskiej.

## O dekanacie
Dekanat szczepanowski powstał w roku 1998 na mocy dekretu ówczesnego biskupa tarnowskiego Wiktora Skworca. Funkcję dziekana w dekanacie pełni ks. mgr lic. Piotr Gawenda (proboszcz parafii i kustosz w Szczepanowie), a wicedziekanem ks. mgr Marek Obrzut (proboszcz parafii Borzęcin Dolny). W ostatnich latach posługę dziekana pełnili: ks. Władysław Pasiut (2003–2023), ks. Marcin Kokoszka (2023–2024) oraz ks. Piotr Gawenda (2024 – ).
Na terenie dekanatu w Szczepanowie znajduje się sanktuarium św. Stanisława Szczepanowskiego, biskupa i męczennika – m.in. głównego patrona Polski. 

## Parafie dekanatu
W skład dekanatu wchodzą parafie:
- Bielcza – Parafia Matki Bożej Anielskiej w Bielczy
- Borzęcin – Parafia Narodzenia Najświętszej Maryi Panny
- Bucze – Parafia Matki Bożej Nieustającej Pomocy w Buczu
- Maszkienice – Parafia św. Józefa Rzemieślnika w Maszkienicach
- Mokrzyska – Parafia Najświętszego Serca Jezusowego w Mokrzyskach
- Przyborów – Parafia św. Jana Kantego w Przyborowie
- Rudy-Rysie – Parafia Pana Jezusa Dobrego Pasterza w Rudach-Rysiach
- Szczepanów – Parafia św. Marii Magdaleny i św. Stanisława